# Svrbež
Svrbež (lat. pruritus) osjet je koji dovodi do potrebe za grebenjem ili trljanem kože. 

## Etiologija
Može biti fiziološki ili patološki. Fiziološki svrbež je kratkotrajan, pojavljuje se kod svih osoba i nije povezan s nekom bolešću kože ili drugih organa. Svi drugi oblici svrbeža patološki su, i svrbež se kao simptom pojavljuje u preko 50% dermatoloških bolesnika.
Patološki svrbež može biti lokaliziran i generaliziran, te može biti uzrokovan različitim vanjskim i unutrašnjim čimbenicima. Može biti znak neke bolesti kože ili simptom oboljenja drugih organa, kao npr. simptom šećerne bolesti, bolesti jetre, bubrega, parazitarnih infestacija, kod nekih endokrinih poremećaja, kao posljedica uzimanja nekih lijekova, trudnoće, nekih infektivnih bolesti praćenih osipom. Uzrok kroničnog svrbeža mogu biti i neke psihičke promjene.
Ako je primaran uzrok svrbeža u koži, najčešći uzroci su ubodi kukaca, suha koža, kontaktne alergije, alergije na hranu ili lijekove, urtikarija, seboroični dermatitis, psorijaza itd.

## Vanjske poveznice
|  | Zajednički poslužitelj ima još gradiva o temi Češanje |

|  | Molimo pročitajte upozorenje o korištenju medicinskih informacija. Ne provodite liječenje bez savjetovanja s liječnikom! |